# Kereklevelű harangvirág
A kereklevelű harangvirág (Campanula rotundifolia) a fészkesvirágzatúak (Asterales) rendjébe, ezen belül a harangvirágfélék (Campanulaceae) családjába tartozó évelő faj.

## Elterjedése
Egész Európában elterjedt (2500 méterig), Magyarországon is gyakori, szárazabb erdőszéleken, bokorerdőkben terem. Mészkerülő. Sok alfaja és változata van, a genetikai eltérés földrajzilag meghatározható, Nagy-Britanniában és Írországban tetraploid és hexaploid populációk élnek, a kontinensen diploidok terjedtek el.

## Megjelenése
Változékony megjelenésű, alacsony, legfeljebb 30 cm magas, alsó részén szőrös, elágazó tövű növény. A virágzat laza buga, a kinyílt virágok bókolók. A párta kékesibolya színű, 1,5–2 cm hosszú a csészecimpák szálasak. Nevét a csak meddő hajtásokon növő, kerekded, szíves vállú, hosszú nyelű, fűrészes szélű tőlevelekről kapta. A szárlevelek keskenyek, ülők, fogas vagy (leggyakrabban) ép szélűek.

## Életmódja
A virágzási ideje júniustól novemberig tart.

## Források

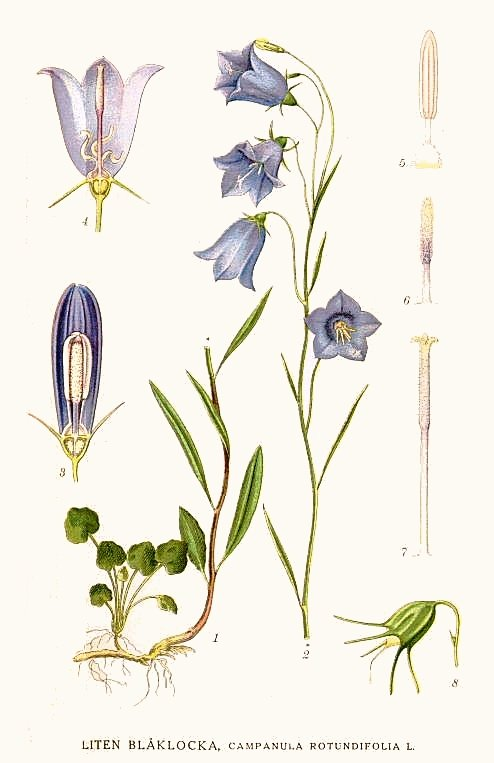